# Plounéventer
Plounéventer település Franciaországban, Finistère megyében. Lakosainak száma 2212 fő (2022. január 1.). Plounéventer Saint-Derrien, Lanhouarneau, Lanneuffret, Ploudaniel, Plouédern, La Roche-Maurice, Saint-Méen, Saint-Servais és Trémaouézan községekkel határos.

## Népesség
A település népességének változása:
| Lakosok száma | 1303 | 1416 | 1498 | 1659 | 2105 | 2107 | 2088 | 2084 | 2134 | 2212 |
|               | 1968 | 1982 | 1990 | 2006 | 2013 | 2015 | 2017 | 2019 | 2020 | 2022 |